# Sporniak (gmina Wojciechów)
Sporniak – wieś w Polsce położona w województwie lubelskim, w powiecie lubelskim, w gminie Wojciechów.
| SIMC    | Nazwa   | Rodzaj  |
| ------- | ------- | ------- |
| 0393790 | Saganów | kolonia |

W latach 1975–1998 miejscowość należała administracyjnie do województwa lubelskiego.
Wieś stanowi sołectwo gminy Wojciechów. Według Narodowego Spisu Powszechnego z roku 2011 wieś liczyła 394 mieszkańców.
23 sierpnia 1992 roku w Sporniaku miała miejsca katastrofa lotnicza. Wypadkowi uległ śmigłowiec Mi-2, który rozbił się, a następnie zapalił wskutek uderzenia. W płomieniach zginęło 6 osób.
Wierni Kościoła rzymskokatolickiego należą do parafii Najświętszej Maryi Panny Matki Kościoła w Palikijach.